# Prințul August Wilhelm al Prusiei
Pentru fratele regelui Frederic al II-lea al Prusiei, vezi Prințul Augustus William al Prusiei (1722–1758).
Prințul August Wilhelm Heinrich Günther Viktor al Prusiei (29 ianuarie 1887 – 25 martie 1949) a fost al patrulea fiu al kaiserului Wilhelm al II-lea al Germaniei și a primei lui soții, Ducesa Augusta Viktoria de Schleswig-Holstein.

## Primii ani

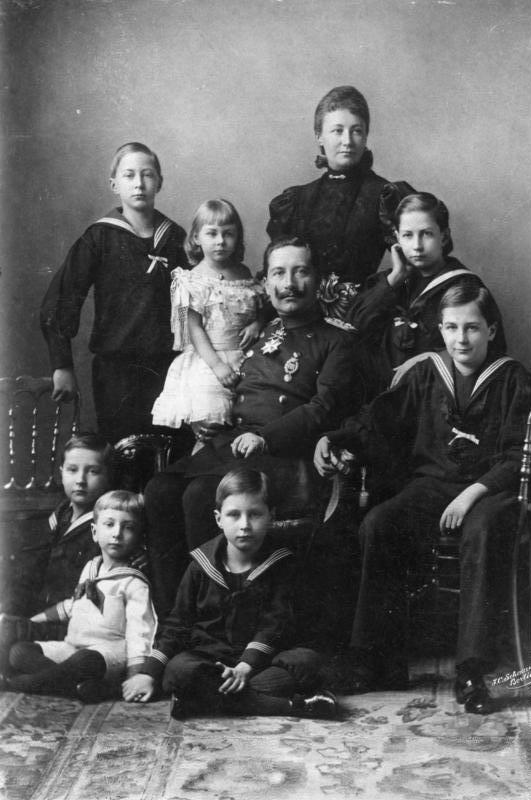
Kaiserul Wilhelm al II-lea, Augusta Viktoria împreună cu familia. Prințul August Wilhelm stă la piciarele tatălui său (centru).

S-a născut la Potsdamer Stadtschloss când bunicul său era încă Prinț Moștenitor al Prusiei. Și-a petrecut tinerețea împreună cu frații săi în Palatul Nou din Potsdam iar școala la Prinzenhaus în Plön. Mai târziu, a studiat la universitățile din Bonn, Berlin și Strasbourg. A primit doctoratul în științe politice în 1907 "într-o manieră extrem de dubioase", cum îl descrie un autor.
Prințul August Wilhelm s-a căsătorit cu verișoara sa, Prințesa Alexandra Victoria de Schleswig-Holstein-Sonderburg-Glücksburg (1887 – 1957) la 22 octombrie 1908 la Berlin. Cuplul și-a planificat să-și stabilească reședința la Palatul Schönhausen din Berlin dar s-au răzgândit atunci când tatăl lui a decis să-și părăsească fiul la Vila Liegnitz din Sanssouci Park. La data de 26 decembrie 1912 s-a născut singurul lor copil, Prințul Alexandru Ferdinand al Prusiei (a murit la 12 iunie 1985). Reședința lor din Potsdam a devenit loc de întâlnire pentru artiști și cărturari.
În timpul Primului Război Mondial, August Wilhelm a fost admnistrator (Landrat) al districtului Ruppin. Ajutorul său personal, Hans Georg von Mackensen, cu care a fost prieten apropiat din adolescență, a jucat un rol important în viața sa. 
Aceste "tendințe pronunțat homofile" au contribuit la eșecul căsătoriei sale cu prințesa Alexandra Victoria. Ei nu au divorțat formal din cauza opoziției tatălui lui August Wilhelm, kaiserul Wilhelm al II-lea.

## Republica de la Weimar
După sfârșitul războiului, cuplul a divorțat în mod oficial în martie 1920. Wilhelm August a primit custodia fiului lor. După divorțul său și căsătoria prietenului său Hans Georg von Mackensen cu Winifred von Neurath, fiica lui Konstantin von Neurath, August Wilhelm a trăit o viață retrasă la casa sa din Potsdam. A luat lecții de desen cu profesorul Arthur Kampf iar vânzarea picturilor i-au garantat o sursă suplimentară de venit.
August Wilhelm s-a alăturat grupului naționalist al veteranilor "Stahlhelm". În anii următori legăturile sale cu naționalist socialiștii au crescut. În cele din urmă, spre disconfortul familiei sale și împotriva dorinței tatălui său, s-a alăturat NSDAP la 1 aprilie 1930. În noiembrie 1931 a fost acceptat în SA cu rangul de "Standartenführer". În august 1933,  Prințul August Wilhelm al Prusiei a devenit membru în Reichstag, instanța legislativă a Germaniei naziste.
August Wilhelm a fost arestat de trupele americane pe 8 mai 1945 și a fost condamnat în cadrul proceselor de denazificare din 1948. După eliberarea sa, a fost arestat din nou prin ordinul tribunalului din Potsdam din zona sovietică și a decedat în detenție.